# Geiseltalmuseum

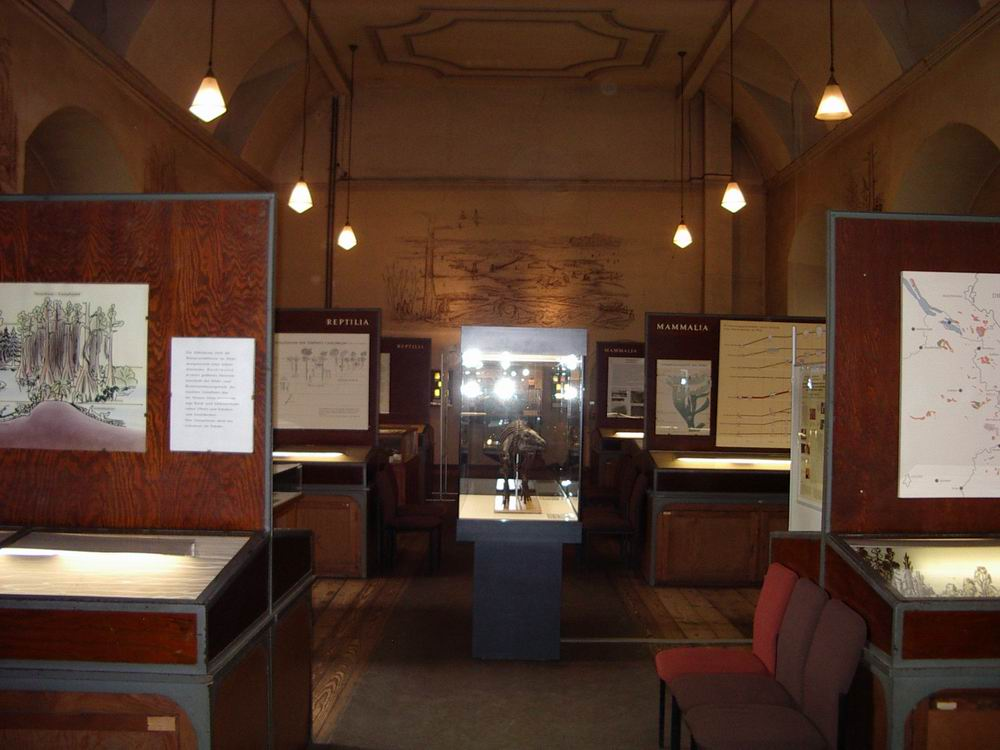
Geiseltalmuseum

Das Geiseltalmuseum ist ein geologisch-paläontologisches Museum in Halle (Saale). Es befindet sich unweit vom Marktplatz in der ehemaligen 1531 von Kardinal Albrecht II. von Brandenburg (1514–1545) erbauten Kapelle im Nordflügel der Neuen Residenz.
Präsentiert werden Funde der Flora und Fauna der Fossillagerstätte Geiseltal aus dem Mitteleozän aus dem südwestlich von Halle liegenden Geiseltal, das bis 1993 als Braunkohlerevier wirtschaftlich genutzt wurde. Dazu zählen sehr gut erhaltene Pflanzenreste, die unter Umständen sogar noch Chlorophyll enthalten, sowie das Urpferd Propalaeotherium, Krokodile und Käfer.
Das Geiseltalmuseum wurde am 23. November 1934 durch Johannes Weigelt (1890–1948), den damaligen Direktor des Geologisch-Paläontologischen Instituts der Martin-Luther-Universität Halle-Wittenberg, gegründet. Die Sammlung umfasst ungefähr 50.000 Fossilien und ist ein Teil des Zentralmagazins Naturwissenschaftlicher Sammlungen der Martin-Luther-Universität. Am 20. Dezember 2011 schloss das Geiseltalmuseum seine Türen für den Publikumsverkehr. Am 5. Mai 2018 öffnete das Geiseltalmuseum wieder für Besucher.